# Samuel Welsford
Samuel Welsford (conocido como Sam Welsford; Perth, 19 de enero de 1996) es un deportista australiano que compite en ciclismo en las modalidades de pista, especialista en la prueba de persecución por equipos, y ruta.
Participó en tres Juegos Olímpicos de Verano, obteniendo tres medallas en la prueba de persecución por equipos, plata en Río de Janeiro 2016 (junto con Alexander Edmondson, Jack Bobridge y Michael Hepburn), bronce en Tokio 2020 (con Kelland O'Brien, Leigh Howard y Lucas Plapp) y oro en París 2024 (con Oliver Bleddyn, Conor Leahy y Kelland O'Brien).
Ganó cuatro medallas de oro en el Campeonato Mundial de Ciclismo en Pista entre los años 2016 y 2019.

## Medallero internacional
| Juegos Olímpicos   | Juegos Olímpicos        | Juegos Olímpicos  | Juegos Olímpicos        |
| Año                | Lugar                   | Medalla           | Competición             |
| ------------------ | ----------------------- | ----------------- | ----------------------- |
| 2016               | Río de Janeiro (Brasil) | Medalla de plata  | Persecución por equipos |
| 2020               | Tokio (Japón)           | Medalla de bronce | Persecución por equipos |
| 2024               | París (Francia)         | Medalla de oro    | Persecución por equipos |
| Campeonato Mundial |                         |                   |                         |
| Año                | Lugar                   | Medalla           | Competición             |
| 2016               | Londres (Reino Unido)   | Medalla de oro    | Persecución por equipos |
| 2017               | Hong Kong (China)       | Medalla de oro    | Persecución por equipos |
| 2019               | Pruszków (Polonia)      | Medalla de oro    | Persecución por equipos |
| 2019               | Pruszków (Polonia)      | Medalla de oro    | Scratch                 |

## Palmarés
2022
- 1 etapa del Tour de Turquía

2023
- 2 etapas de la Vuelta a San Juan
- Gran Premio Criquielion
- 1 etapa del Renewi Tour

2024
- 3 etapas del Tour Down Under
- 1 etapa del Tour de Hungría

2025
- 3 etapas del Tour Down Under

## Resultados en Grandes Vueltas
| Carrera | Carrera         | 2022 | 2023  | 2024 |
| ------- | --------------- | ---- | ----- | ---- |
|         | Giro de Italia  | —    | —     | —    |
|         | Tour de Francia | —    | 144.º | —    |
|         | Vuelta a España | —    | —     | —    |

| —: No participó | Ab: Abandono |